# Metopius fuscolatus
Metopius fuscolatus là một loài tò vò trong họ Ichneumonidae.